# Fife Coastal Path

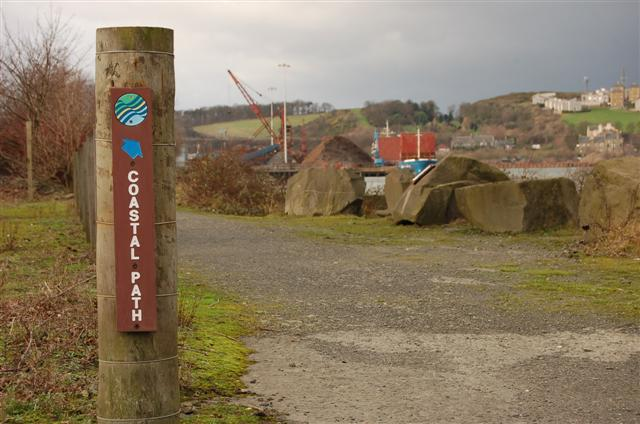

Het Fife Coastal Path is een langeafstandswandelpad (Great Trail) in Fife in Schotland. Het pad werd geopend in 2002, is 187 kilometer lang en loopt van Kincardine tot Newburgh.